# Білоусівка (Подільський район)
Білоу́сівка — село Савранської селищної громади у Подільському районі Одеської області в Україні. Населення становить 89 осіб.

## Історія
12 червня 2020 року, відповідно до Розпорядження Кабінету Міністрів України від № 724-р «Про визначення адміністративних центрів та затвердження територій територіальних громад Одеської області», увійшло до складу Савранської селищної територіальної громади.
19 липня 2020 року, в результаті адміністративно-територіальної реформи і ліквідації Савранського району, село увійшло до складу новоутвореного Подільського району Одеської області.

## Населе ==== Населення
Згідно з переписом УРСР 1989 року чисельність наявного населення села становила 112 осіб, з яких 49 чоловіків та 63 жінки.
За переписом населення України 2001 року в селі мешкало 89 осіб.

### Мова
Розподіл населення за рідною мовою за даними перепису 2001 року:
| Мова       | Відсоток |
| ---------- | -------- |
| українська | 98,88 %  |
| молдовська | 1,12 %   |